# Gilford (New Hampshire)
Gilford is een gemeente in het Amerikaanse gebied Belknap County, New Hampshire.
In 1778 werd de plaats gesticht als Gunstock Parish en was oorspronkelijk onderdeel van Gilmanton. In 1812 werd Gunstock Parish hernoemd tot Gilford, vernoemd naar de ten tijde van de Amerikaanse Onafhankelijkheidsoorlog uitgevochten Battle of Guilford Court House.
De namen Gunstock Parish en Gunstock River zijn ontleend aan de nabijgelegen Gunstock Mountain.

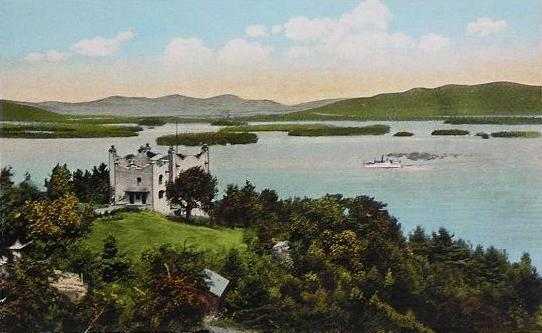
Kimball Castle, Gilford